# 看西街教會
看西街教會，是位在台灣台南市中西區的台灣基督長老教會的教堂，為「台灣宣教紀念教會」。

## 歷史
1865年6月16日，由傳教士馬雅各醫生設立於五條港看西街（原仁愛街43號），但因受民眾攻擊而移到打狗旗後。1903年，太平境教會創設。1917年，太平境教會分設說教所於看西街。1939年，成立支會，稱為「永樂教會」。1943年，成立堂會。1951年，教會外觀採納黃武東牧師之建言，在現址興建仿英國倫敦聖保羅大教堂的白色圓頂教會。1955年落成，為紀念台灣基督教宣教開拓史，命名為「看西街教會」。

## 脚注
1. ↑  中西區-看西街教會
2. ↑  福音來台發源地–看西街教會

## 外部連結
- 看西街教會